# كلية الهندسة المدنية بجامعة دمشق
كلية الهندسة المدنية بجامعة دمشق تأسست بموجب المرسوم الجمهوري رقم /1191/ لعام 1959 وافتتحت في العام الدراسي 1961-1962 تحت اسم كلية الهندسة، وكانت الغاية من إنشاء هذه الكلية اعداد مهندسين يساهمون في بناء الأساس الصناعي وخاصة للمشاريع الكبرى التي تشكل الجزء الأساسي في خطة التنمية الاقتصادية والاجتماعية. ولاحقاً بعد أن تم إحداث كليات هندسية أخرى انفصلت كلية الهندسة المدنية عن كليات الهندسة المحدثة وعدل اسم كلية الهندسة ليصبح كلية الهندسة المدنية وذلك في عام 1968.

## أقسام الكلية
تتكون كلية الهندسة المدنية في جامعة دمشق من الأقسام والشعب التالية:

### قسم العلوم الأساسية
ويضم الشعب التالية:
1. شعبة الرياضيات.
2. شعبة الفيزياء والكيمياء.
3. شعبة الرسم والتمثيل الهندسي.

### قسم الهندسة الطبوغرافية
ويضم الشعب التالية:
1. شعبة المساحة والجيوديزيا.
2. شعبة الكارتوغرافيا.

### قسم الهندسة الإنشائية
ويضم الشعب التالية:
1. شعبة ميكانيك الإنشاءات ومقاومة المواد.
2. شعبة الخرسانة المسلحة.
3. شعبة الإنشاءات المعدنية.

### قسم الإدارة الهندسية والتشييد
ويضم الشعب التالية:
1. شعبة المعلوماتية والتصميم بمعونة الحاسب.
2. شعبة التشييد وإدارة المشروعات والاقتصاد الهندسي.

### قسم الهندسة الجيوتكنيكية
ويضم الشعب التالية:
1. شعبة ميكانيك التربة والجيولوجيا الهندسية.
2. شعبة هندسة الأساسات والمنشآت الأرضية المطمورة.

### قسم هندسة المواصلات
ويضم الشعب التالية:
1. شعبة مواد البناء.
2. شعبة منشآت النقل.
3. شعبة النقل والمرور.

### قسم الهندسة المائية
ويضم الشعب التالية:
1. شعبة الهيدروليك ومحطات الضخ.
2. شعبة المنشآت المائية.
3. شعبة الري والهيدرولوجيا.

### قسم الهندسة البيئية
ويضم الشعب التالية:
1. شعبة حماية البيئة.
2. شعبة الإمداد بالمياه.
3. شعبة الصرف الصحي.

## الدرجات العلمية التي تمنحها الكلية
- الإجازة في الهندسة المدنية. هندسة مدنية عامة - هندسة مدنية اختصاص ري وصرف.
- الماجستير في العلوم الهندسية في الاختصاصات التي يحددها النظام الخاص بالدراسات العليا في الكلية.
- الدكتوراه في العلوم الهندسية في الاختصاصات التي يحددها النظام الخاص بالدراسات العليا في الكلية.